# Manduro
Manduro (2002-2020) est un cheval de course pur-sang. Entraîné en Allemagne puis en France, il fut classé numéro 1 mondial par la FIAH en 2007.

## Carrière
Acquis yearling pour 130 000 € par le Baron von Ullman, propriétaire du haras Schlenderhan, Manduro débute en Allemagne sous la houlette de Peter Schiergen en septembre de ses 2 ans. Brillants débuts, puisqu'il s'impose de 6 longueurs avant de gagner de presque autant le Preis der Winterfavoriten, la plus importante course pour les 2 ans allemand et qui, comme son nom l'indique, consacre le favori des classiques de l'année suivante. Mais Manduro ne les disputera pas. Blessé au premier semestre, il revient à l'automne et montre qu'il n'a rien perdu de ses moyens en s'imposant coup sur coup dans une Listed et un groupe 3, le Preis der Deutschen Einheit. En fin d'année, il est envoyé en Italie pour le Premio Roma, dont, toujours invaincu, il est le grand favori. Mais il y connaît la première défaite de sa carrière, largement battu par un poulain, Soldier Hollow, qu'il avait pourtant facilement devancé un mois plus tôt. 
Conscient des moyens de son cheval, le baron von Ullman décide au printemps suivant de l'envoyer poursuivre sa carrière en France et le confie à André Fabre, le numéro 1 des entraîneurs français. Pour sa rentrée, Manduro s'impose dans le Prix d'Harcourt, laissant augurer d'une riche saison. Pourtant, ce sera sa seule victoire à 4 ans. Mais cette saison n'en est pas moins réussi puisque le cheval ne terminera jamais plus loin que troisième dans les sept courses auxquelles il prendra part. Et pas des petites courses. Il ne s'exprime quasiment plus qu'au plus haut niveau, celui des courses de groupe 1, et prouve qu'il compte parmi les meilleurs chevaux d'âge en Europe. Surtout, il fait preuve d'une certaine polyvalence en termes de distance. Il brille autant sur le mile, où il échoue de peu dans l'une des plus prestigieuses courses européenne sur cette distance, le Prix Jacques Le Marois, que sur les distances intermédiaires, en France comme en Angleterre où il va prendre la troisième place des Prince of Wales's Stakes de Ouija Board lors du meeting de Royal Ascot. 
Toujours placé, mais vainqueur seulement une fois à 4 ans, Manduro change encore de dimension l'année suivante. Une année parfaite, durant laquelle il reste invaincu. Lauréat en Angleterre pour sa rentrée, il gagne enfin son groupe 1 en mai dans le Prix d'Ispahan, qu'il remporte de toute une classe, avant d'enchaîner avec une même supériorité écrasante les succès dans les Prince of Wales's Stakes et le Prix Jacques Le Marois. À l'automne, André Fabre tente un coup : faire monter Manduro en distance et l'essayer sur 2 400 mètres, avec pour horizon une participation au Prix de l'Arc de Triomphe. Il s'essaie donc à la distance classique dans le Prix Foy, qu'il remporte sans coup férir. Cette démonstration propulse l'irrésistible champion au titre de favori d'un Prix de l'Arc de Triomphe, lui qui a défait en juin Dylan Thomas, un autre sérieux prétendant au titre de la plus prestigieuse des courses. Las, une blessure contractée après le Prix Foy l'oblige à renoncer à ce défi et met un terme à sa carrière de course. C'est Dylan Thomas qui s'imposera dans un Arc qui, rétrospectivement, paraissait largement à la portée de Manduro après son test d'aptitude à la distance réussi et surtout au vu de l'étincelante saison 2007 de celui qui, à en croire son rating FIAH de 131 obtenu dans les Prince of Wales's Stakes, était le meilleur cheval du monde cette année-là. Mais surtout, ce sont les mots pourtant rares d'André Fabre, qui resteront son plus beau trophée, puisque le mutique entraîneur, qui a eu tant de grands champions sous sa responsabilité, avait lâché qu'il était le meilleur cheval qu'il ait entraîné.    

### Résumé de carrière
| Date         | Hippodrome       | Pays        | Course                      | Statut      | Distance    | Jockey               | Place       | Écart       | Vainqueur ou deuxième |
| 2004, 2 ans  | 2004, 2 ans      | 2004, 2 ans | 2004, 2 ans                 | 2004, 2 ans | 2004, 2 ans | 2004, 2 ans          | 2004, 2 ans | 2004, 2 ans | 2004, 2 ans           |
| ------------ | ---------------- | ----------- | --------------------------- | ----------- | ----------- | -------------------- | ----------- | ----------- | --------------------- |
| 12 septembre | Munich           | Allemagne   | Preis von Galopprennen      | Maiden      | 1 400 m     | Filip Minarik        | 1er / 8     | 6           | Theben                |
| 17 octobre   | Cologne          | Allemagne   | Preis der Winterfavoriten   | Gr. 3       | 1 600 m     | Terence Hellier      | 1er / 11    | 5           | Kahn                  |
| 2005, 3 ans  |                  |             |                             |             |             |                      |             |             |                       |
| 11 septembre | Munich           | Allemagne   | Grosser Bavaria Preis       | Listed      | 2 000 m     | Andrea Suborics      | 1er / 8     | 2           | Bella Flora           |
| 3 octobre    | Hoppegarten      | Allemagne   | Preis der Deutschen Einheit | Gr. 3       | 2 000 m     | Terence Hellier      | 1er / 4     | 3/4         | Soldier Hollow        |
| 6 novembre   | Capanelle        | Italie      | Premio Roma                 | Gr. 1       | 2 000 m     | Terence Hellier      | 4e / 9      | 8 ½         | Soldier Hollow        |
| 2006, 4 ans  |                  |             |                             |             |             |                      |             |             |                       |
| 9 avril      | Longchamp        | France      | Prix d'Harcourt             | Gr. 2       | 2 000 m     | Stéphane Pasquier    | 1er / 12    | 1/2         | Corre Caminos         |
| 30 avril     | Longchamp        | France      | Prix Ganay                  | Gr. 1       | 2 100 m     | Christophe Soumillon | 3e / 7      | 5 ¾         | Corre Caminos         |
| 21 mai       | Longchamp        | France      | Prix d'Ispahan              | Gr. 1       | 1 850 m     | Olivier Peslier      | 2e / 11     | cte enc.    | Laverock              |
| 21 juin      | Ascot            | Royaume-Uni | Prince of Wales's Stakes    | Gr. 1       | 2 000 m     | Christophe Soumillon | 3e / 7      | 1 ¼         | Ouija Board           |
| 23 juillet   | Maisons-Laffitte | France      | Prix Messidor               | Gr. 3       | 1 600 m     | Christophe Soumillon | 3e / 8      | 2 ½         | Librettist            |
| 13 août      | Deauville        | France      | Prix Jacques Le Marois      | Gr. 1       | 1 600 m     | Olivier Peslier      | 2e / 10     | encolure    | Librettist            |
| 3 septembre  | Longchamp        | France      | Prix du Moulin de Longchamp | Gr. 1       | 1 600 m     | Christophe Soumillon | 3e / 8      | 1           | Librettist            |
| 30 septembre | Longchamp        | France      | Prix Dollar                 | Gr. 2       | 1 950 m     | Christophe Soumillon | 2e / 6      | encolure    | Soldier Hollow        |
| 2007, 5 ans  |                  |             |                             |             |             |                      |             |             |                       |
| 19 avril     | Newmarket        | Royaume-Uni | Earl of Sefton Stakes       | Gr. 3       | 1 800 m     | Stéphane Pasquier    | 1er / 9     | 4           | Speciosa              |
| 20 mai       | Longchamp        | France      | Prix d'Ispahan              | Gr. 1       | 1 850 m     | Stéphane Pasquier    | 1er / 5     | 5           | Turtle Bowl           |
| 20 juin      | Ascot            | Royaume-Uni | Prince of Wales's Stakes    | Gr. 1       | 2 000 m     | Stéphane Pasquier    | 1er / 6     | 1 ¼         | Dylan Thomas          |
| 12 août      | Deauville        | France      | Prix Jacques Le Marois      | Gr. 1       | 1 600 m     | Stéphane Pasquier    | 1er / 6     | 3           | Holocene              |
| 16 septembre | Longchamp        | France      | Prix Foy                    | Gr. 2       | 2 400 m     | Stéphane Pasquier    | 1er / 5     | 2 ½         | Mandesha              |

## Au haras
Manduro entame sa carrière d'étalon en 2008 à Kildangan Stud, en Irlande, au tarif de 40 000 € la saillie. Un tarif qu'il peinera à justifier, et qui sera vite ramené à des altitudes plus raisonnables : 20 000 € en 2009, 10 000 € en 2012. L'année suivante, il est transféré au haras du Logis, en France, et proposé à 7 000 € l'année suivante. On lui doit tout de même une production honorable, d'où ressortent le champion stayer Vazirabad (Prix Royal Oak, Prix du Cadran, triple lauréat de la Dubaï Gold Cup et du Prix Vicomtesse Vigier) et le bon Irésine, vainqueur du Prix Royal Oak et du Prix Ganay, ou encore Ultra, lauréat du Prix Jean-Luc Lagardère et Mandean, lauréat du Critérium de Saint-Cloud.  Manduro s'éteint en 2020, victime d'une crise cardiaque. 

## Origines
Manduro est un fils du grand étalon allemand Monsun, qui faisait encore la monte à 40 000 DM lorsqu'il a été conçu, avant de passer à 150 000 € en 2008. 
En 2007, l'annus mirabilis de son fils Manduro, Mandellicht fut ajouté in extremis au catalogue de la vente d'élevage de Tattersalls en Angleterre. Pleine de Monsun, et donc sur le point de délivrer le propre frère ou la propre sœur de Manduro, elle fut acquise pour 3 millions de Guinées. Une excellente affaire pour le vendeur, un peu moins pour l'acquéreur Darley Stud (le haras de Cheikh Mohammed Al Maktoum), puisque la pouliche née en 2008 ne verra jamais un hippodrome, et que sa mère ne donnera aucun autre cheval de valeur... Mandellicht avait remporté une course à 3 ans en Allemagne, et s'était placée au niveau des Listed. Avant Manduro, elle avait engendré la bonne Mandela (par Acatenango), qui s'était classée troisième du Preis der Diana, troisième du Prix de Pomone en France et troisième du Santa Barbara Handicap (Gr2) aux États-Unis. Mandelauge, la deuxième mère de Manduro, était une sœur de Mandelbaum, gagnant du Mehl-Mülhens-Rennen, les 2000 Guinées allemandes. 

### Pedigree
| Origines de Manduro (GER), mâle bai brun né en 2002 | Origines de Manduro (GER), mâle bai brun né en 2002 | Origines de Manduro (GER), mâle bai brun né en 2002 | Origines de Manduro (GER), mâle bai brun né en 2002 |
| --------------------------------------------------- | --------------------------------------------------- | --------------------------------------------------- | --------------------------------------------------- |
| Père Monsun                                         | Königsstuhl                                         | Dschingis Khan                                      | Tamerlane                                           |
| Père Monsun                                         | Königsstuhl                                         | Dschingis Khan                                      | Donna Diana                                         |
| Père Monsun                                         | Königsstuhl                                         | Konigskronung                                       | Tiepoletto                                          |
| Père Monsun                                         | Königsstuhl                                         | Konigskronung                                       | Kronung                                             |
| Père Monsun                                         | Mosella                                             | Surumu                                              | Literat                                             |
| Père Monsun                                         | Mosella                                             | Surumu                                              | Surama                                              |
| Père Monsun                                         | Mosella                                             | Monasia                                             | Authi                                               |
| Père Monsun                                         | Mosella                                             | Monasia                                             | Monacensia                                          |
| Mère Mandellicht                                    | Be My Guest                                         | Northern Dancer                                     | Nearctic                                            |
| Mère Mandellicht                                    | Be My Guest                                         | Northern Dancer                                     | Natalma                                             |
| Mère Mandellicht                                    | Be My Guest                                         | What a Treat                                        | Tudor Minstrel                                      |
| Mère Mandellicht                                    | Be My Guest                                         | What a Treat                                        | Rare Treat                                          |
| Mère Mandellicht                                    | Mandelauge                                          | Elektrant                                           | Dschingis Khan                                      |
| Mère Mandellicht                                    | Mandelauge                                          | Elektrant                                           | Elektra                                             |
| Mère Mandellicht                                    | Mandelauge                                          | Mandriale                                           | Norfolk                                             |
| Mère Mandellicht                                    | Mandelauge                                          | Mandriale                                           | Mariapolis (famille 3-d)                            |